# 2013 en Égypte
Chronologie de l'Égypte
- 2009
- 2010
- 2011
- 2012
- 2013
- 2014
- 2015
- 2016
- 2017

Cet article présente les faits marquants de l'année 2013 en Égypte.

## Évènements
- 14 janvier : accident ferroviaire de Badrashin.
- 3 juillet : Mohamed Morsi, président élu en juin 2012, est renversé par l'armée et arrêté. Des manifestations pro-Morsi ont lieu en Égypte du 3 juillet 2013 au 8 juin 2014 après la destitution de Mohamed Morsi [1]. Les pro-Morsi se regroupent d'abord à Nasr City, tout juste après le coup d'État[2]. Le 7 août, le premier ministre Hazem el-Beblawi menace de disperser les manifestants[3], ce qu'il fera le 14 août suivant, provoquant de nombreux morts parmi les protestataires[4].
- 9 juillet : le gouvernement Hazem el-Beblawi devient le gouvernement de l'Égypte.

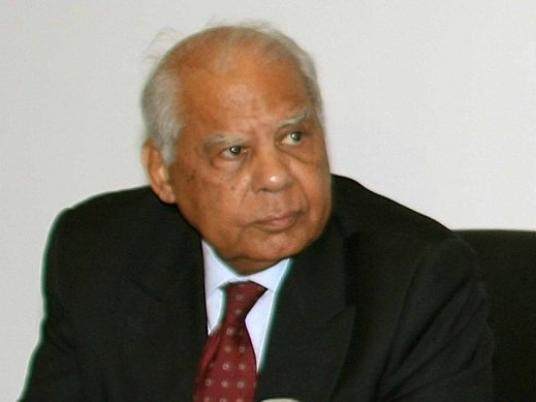
Hazem et-Beblawi

- 14 au 16 août : massacre de la place Rabia-El-Adaouïa au Caire.

## Culture

### Cinéma
- L'Hiver du mécontentement (film)
- Ramenez-moi un homme
- The Square (film, 2013)

## Sport

### Cyclisme
- Championnats d'Afrique de cyclisme sur route 2013

### Football
- Supercoupe de la CAF 2013

### Squash
- Sky Open 2013